# Рогонян Катерина Сергіївна
Катерина Сергіївна Рогонян (25 квітня 1984, Миколаїв) — американська (до 2006 року українська) шахістка, гросмейстер серед жінок (2004).
Чемпіонка України із шахів серед жінок 2000 року. У складі збірної США бронзовий призер шахової олімпіади 2008 року.

## Кар'єра
Катерина Рогонян багаторазова призерка юнацьких чемпіонатів України у різних вікових категоріях, у тому числі переможниця у категорії до 12 років (1995, 1996), у категорії до 18 років (2002) та до 20 років (2003). Неодноразово представляла Україну на юнацьких чемпіонатах світу та Європи, найвище досягнення — срібна нагорода юнацького чемпіонату Європи у категорії до 14 років (1997). У 2000 та 2002 роках здобувала золоту нагороду у складі юнацької збірної України на командному чемпіонаті Європи серед юніорів до 18 років.
У 2000 році у віці 16 років стала переможницею чемпіонату України серед жінок (у турнірі не брали участь найсильніші шахістки країни), що проходив у Севастополі. У 2002 році на чемпіонаті України, що проходив у Алушті, Катерина посіла 3-тє місце поступившись лише збірницям Тетяні Василевич та Анні Затонських. У січні 2006 році Рогонян здобула перемогу на турнірі «WGM FINEK» у Санкт-Петербурзі.
У 2004 році Катерина Рогонян переїхала до США завдяки шаховій стипендії з університету штату Меріленд (округ Балтимор). Після зміни громадянства у 2006 році Рогонян опинилася у авангарді шахісток США. У 2007 році вона стала срібною призеркою (позаду Ірина Круш, а у 2008 році бронзовою призеркою чемпіонатів США з шахів серед жінок (позаду Ірини Круш та Анні Затонських). На чемпіонаті світу з шахів серед жінок 2008 року, що проходив у Нальчику, Катерина перемігши у першому колі Наталію Жукову з рахунком 2½-1½ очка, у другому колі поступилася іншій колишній співвітчизниці Інні Гапоненко з рахунком 1½-2½.
У листопаді 2008 року Рогонян у складі збірної США стала бронзовою призеркою шахової олімпіади 2008 року, що проходила у Дрездені. Набравши 6 очок з 10 можливих, вона посіла 10 місце серед шахісток, які виступали на четвертій шахівниці.
У 2010 році Рогонян посіла 1-ше місце на турнірі «Меморіал Кереса», що проходив у Ванкувері (Канада).
Найвищого рейтингу Катерина Рогонян досягла у січні 2004 року — 2377 очок (58-ме місце у світі, 6-те серед українських шахісток). З квітня 2014 року Катерина Рогонян не бере участі у турнірах, її рейтинг неактивний.

## Статистика виступів

### Результати виступів у чемпіонатах України
| Рік  | Місто       | Турнір                 | + | − | = | Результат | Місце  |
| ---- | ----------- | ---------------------- | - | - | - | --------- | ------ |
| 2000 | Севастополь | 60-й чемпіонат України | 5 | 0 | 4 | 7 з 9     | Gold   |
| 2001 | Краматорськ | 61-й чемпіонат України | 4 | 7 | 2 | 5 з 13    | 12     |
| 2002 | Алушта      | 62-й чемпіонат України | 5 | 1 | 3 | 6½ з 9    | Bronze |
| 2003 | Миколаїв    | 63-й чемпіонат України | 4 | 2 | 3 | 5½ з 9    | 6      |

### Результати виступів у чемпіонатах США
| Рік  | Місто      | Турнір             | + | − | = | Результат | Місце |
| ---- | ---------- | ------------------ | - | - | - | --------- | ----- |
| 2007 | Стіллвотер | 47-й чемпіонат США | 4 | 0 | 5 | 6½ з 9    | — 3   |
| 2008 | Талса      | 48-й чемпіонат США | 5 | 2 | 2 | 6 з 9     | — 4   |
| 2010 | Сент-Луїс  | 50-й чемпіонат США | 4 | 1 | 5 | 5½ з 9    | 4 — 5 |

### Результати виступів у складі збірної США
У складі жіночої збірної США Катерина Рогонян взяла участь в одному турнірі, а саме шаховій олімпіаді 2008 року.
| Рік  | Турнір           | Місто   | Збірна | Шахів- ниця | Рейтинг | + | = | − | Результат | % очок | Турнірний рейтинг | Командне місце | Особисте місце |
| ---- | ---------------- | ------- | ------ | ----------- | ------- | - | - | - | --------- | ------ | ----------------- | -------------- | -------------- |
| 2008 | шахова олімпіада | Дрезден | США    | 4           | 2334    | 4 | 4 | 2 | 6 з 10    | 60,0   | 2342              | Bronze         | 10             |